# Noriyuki Sakemoto
Noriyuki Sakemoto (酒本 憲幸?, Sakemoto Noriyuki; Wakayama, 8 settembre 1984) è un ex calciatore giapponese, di ruolo difensore o centrocampista.